# Eleccions legislatives eslovenes de 1996
Les Eleccions legislatives eslovenes de 1996 se celebraren el 10 de novembre de 1996 per a renovar els 90 membres de l'Assemblea Nacional d'Eslovènia. El partit més votat fou el Liberal Democràcia d'Eslovènia, i el seu líder Janez Drnovšek fou nomenat primer ministre d'Eslovènia.

## Resultats
|                             |                                                         |           |       |         |     |
| Partits                     | Partits                                                 | Vots      | %     | Escons  | +/- |
|                             | Liberal Democràcia d'Eslovènia (LDS)                    | 288.783   | 27,01 | 25 / 90 | 3   |
|                             | Partit Popular Eslovè (SLS)                             | 207.186   | 19,38 | 19 / 90 | 9   |
|                             | Partit Social Democràtic Eslovè (SDSS)                  | 172.470   | 16,13 | 16 / 90 | 12  |
|                             | Democristians Eslovens (SKD)                            | 102.852   | 9,62  | 10 / 90 | 5   |
|                             | Llista Unida dels Socialdemòcrates (ZLSD)               | 96.597    | 9,03  | 9 / 90  | 5   |
|                             | Partit Democràtic dels Pensionistes d'Eslovènia (DeSUS) | 46.152    | 4,32  | 5 / 90  | Nou |
|                             | Partit Nacional Eslovè (SNS)                            | 34.442    | 3,22  | 4 / 90  | 8   |
|                             | Partit Democràtic (DS)                                  | 28.624    | 2,68  | -       | 6   |
|                             | Verds d'Eslovènia (ZS)                                  | 18.853    | 1,76  | -       | 5   |
|                             | Altres                                                  | 65.887    | 6,14  | -       |     |
|                             | Minories hongaresa i italiana                           | —         | —     | 2 / 90  |     |
| Total (participació 73,70%) | Total (participació 73,70%)                             | 1.069.214 | 100.0 | 90      |     |
| Font: www.dvk.gov.si        |                                                         |           |       |         |     |